# Семенский, Владимир Александрович
Владимир Александрович Семенский (род. 23 июня 1968, Имантау, Кокчетавская область) — современный российский художник.

## Биография
Родился 23 июня 1968 году в поселке Имантау (Казахстан).
В 1985—1991 годах обучался в Краснотурьинском художественном училище.
В 1992 году поступает в Академию художеств Ильи Репина в Санкт-Петербурге. Столкнувшись с сухой программой обучения, вскоре понимает, что система не соответствует уже привитой творческой свободе и ощущению того, что значит быть художником. Через год оставляет учебу и начинает поиски собственного творческого пути вне стен Академии.
В 2000 году происходит знакомство Семенского с крымским художником Александром Воцмушем, благодаря которому Владимир посещает мыс Фиолент, расположенном в 15 км от Севастополя. Под впечатлением от Фиолента, художник покупает здесь дом, куда вскоре переезжает вместе с семьей. Постепенно на Фиоленте начинает складываться независимое творческое сообщество (позднее ставшее известным как «Деревня художников Фиолент») объединявшее людей различных креативных профессий, которые в течение последующих 7 лет устраивают совместные выставочные проекты, снимают авторское игровое и документальное кино-проект КИНОКОМПАНИЯ ОДИН ДЕНЬ. В 2007 Владимир Семенский снимает документальный фильм о жизни сообщества «Хроники».
С 2008 года сотрудничает с искусствоведом и коллекционером Александром Балашовым.
В 2011 году Владимир Семенский становится членом Профессионального союза художников России, а в 2012 году — Международного художественного фонда.
С 2010 года сотрудничает с Крокин галерея (Москва).
С 2011 года с 11.12 GALLERY ЦСИ Винзавод (Москва).
На данный момент живет и работает в Москве и Севастополе.

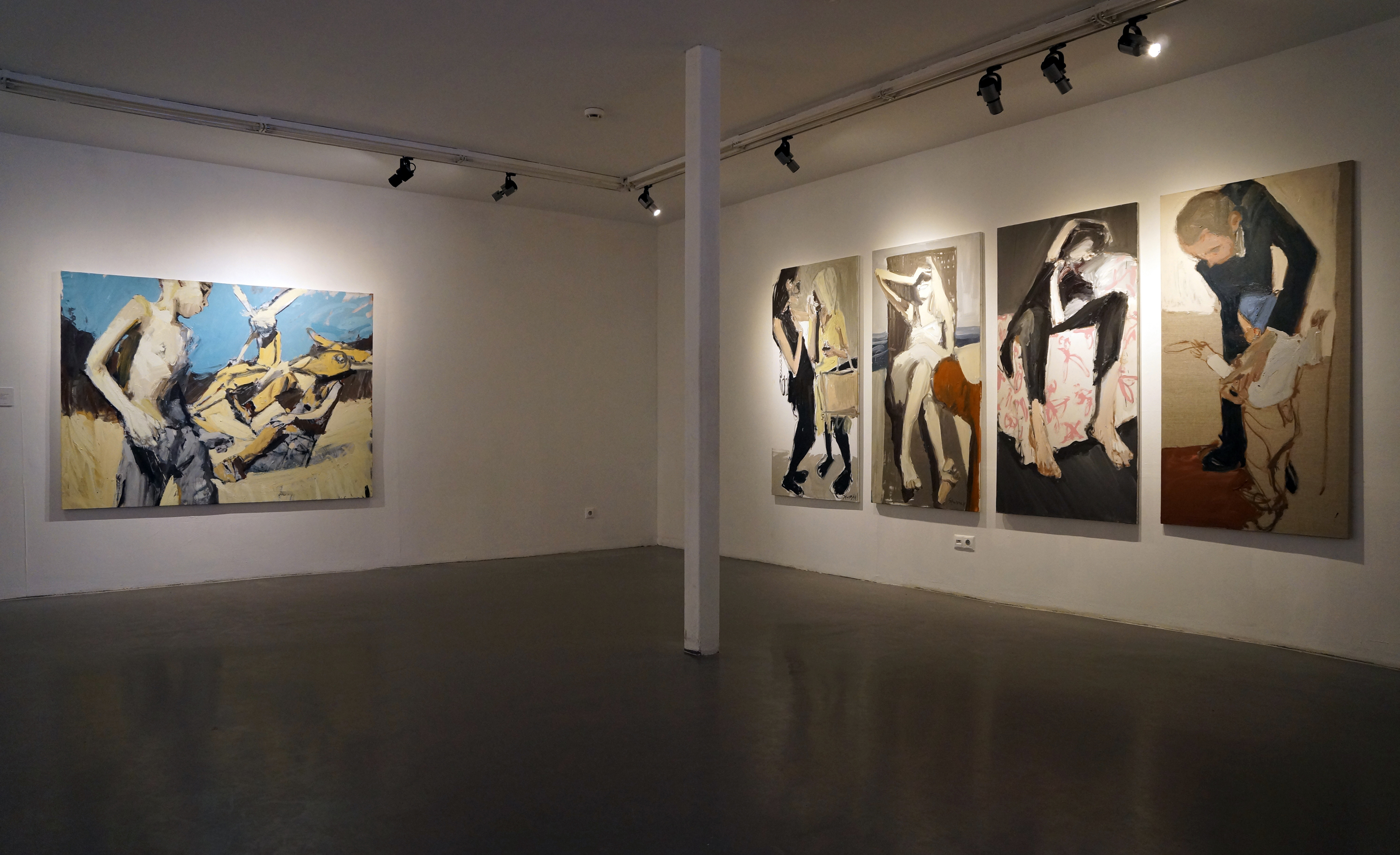
Владимир Семенский, Экспозиция 11.12 GALLERY 2016

## Творчество: формирование, художественная манера, стилистика
Большое влияние на формирование творчества Семенского оказала учеба в Краснотурьинском художественном училище. Несмотря на то, что учебное заведение находилось на периферии, здесь сложилась неформальная креативная атмосфера. Увлеченность педагогов и учеников традициями русского авангарда, создали игровую творческую систему образования, далекую от типичных советских методов обучения ремесленным навыкам.

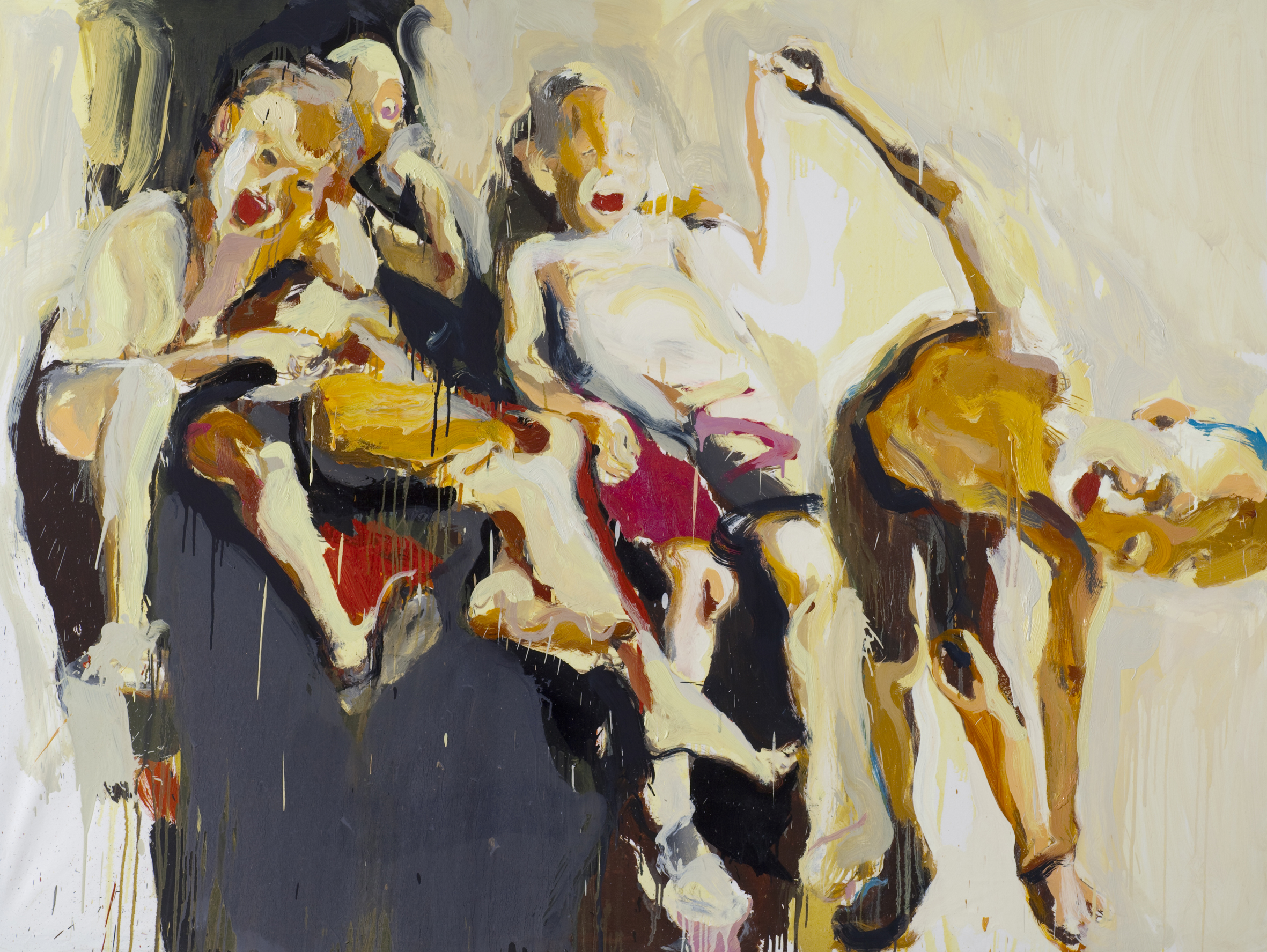
Семенский Владимир, Громко, 2009, холст, масло, 150 x 200 см

Что касается обучения в Академии художеств имени Ильи Репина в Санкт-Петербурге, в одном из интервью Семенский вспоминает о нем так: «Я ведь учился искусству в Питере, в Репинке, в среде обычного академизма, системы со своей суховатой стилистикой и подходом к искусству. Спонтанный жест был „вне закона“ жанра…Я там не прижился, на каком-то этапе понял, что это не моё. Стало тяготить, и в 95-м году ушёл. Мне просто там было скучно…».
В 90-х годах Владимир Семенский совершает ряд поездок в Европу, где знакомился с миром современного искусства и общался с коллегами.
Работать в стиле экспрессионизма художник начинает в Крыму.
Вообще, переезд на Фиолент, стал знаковым моментом в жизни и творчестве Семенского: «здесь все в одном месте, и времени больше, и оно здесь длинное — время. И очень благодатная для работы плавучесть бытия: из одного дня в другой, от одной картины к следующей».

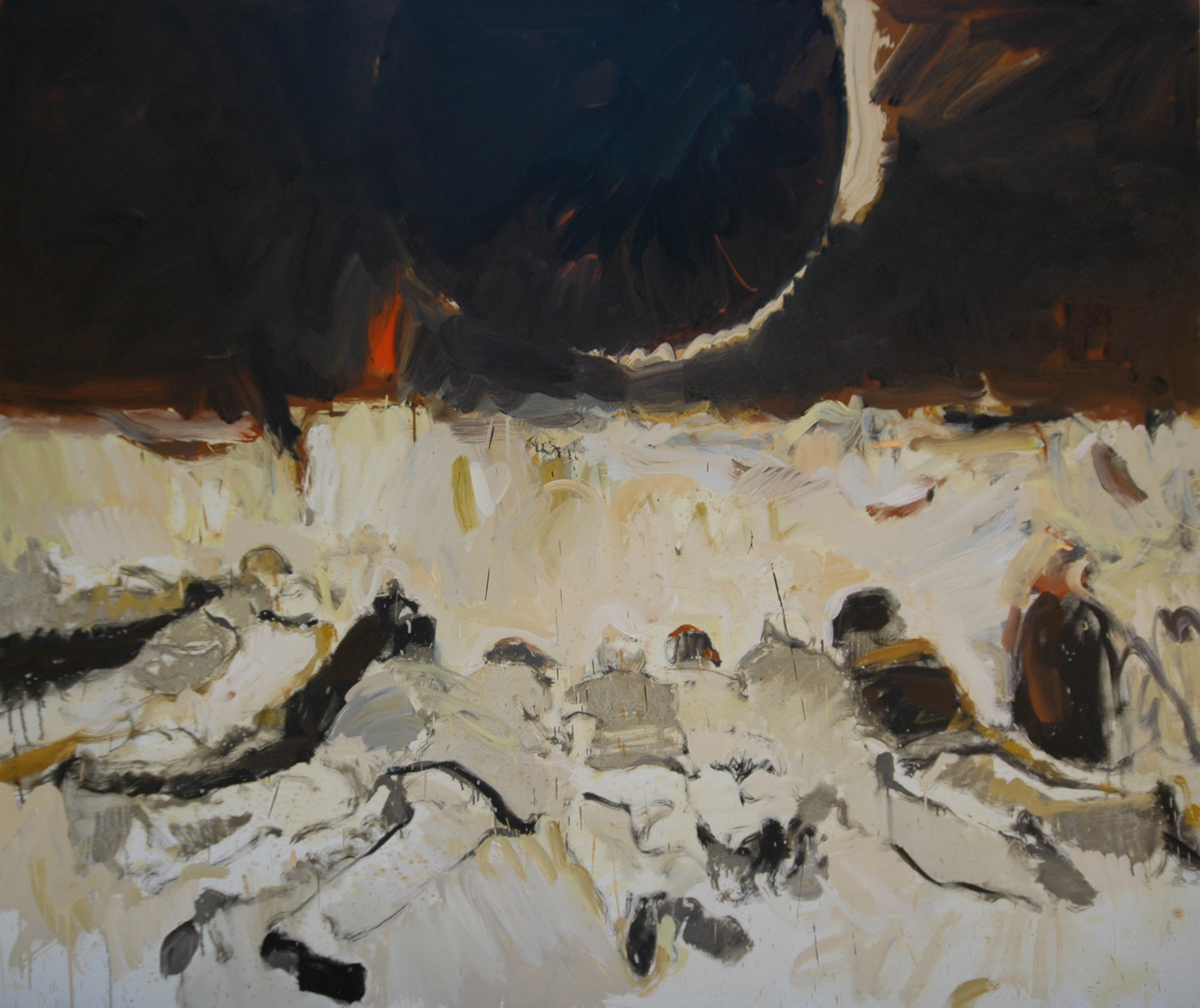
Семенский Владимир, Затмение, 2011, холст, масло 200 × 165 см

Еще одним важным событием для Владимира Семенского стало знакомство с искусствоведом и куратором Александром Балашовым, автором проекта АРТЕОЛОГИЯ , произошедшее в 2007 году в мастерской Георгия Щетинина на Фрунзенской набережной. Этот момент художник считает началом в формировании собственного художественного языка, который он определяет как личный экспрессионизм. За десять лет в рамках проекта куратора «Новая живопись» было осуществлен ряд выставочных проектов и выпущена книга «Владимир Семенский. Живопись».

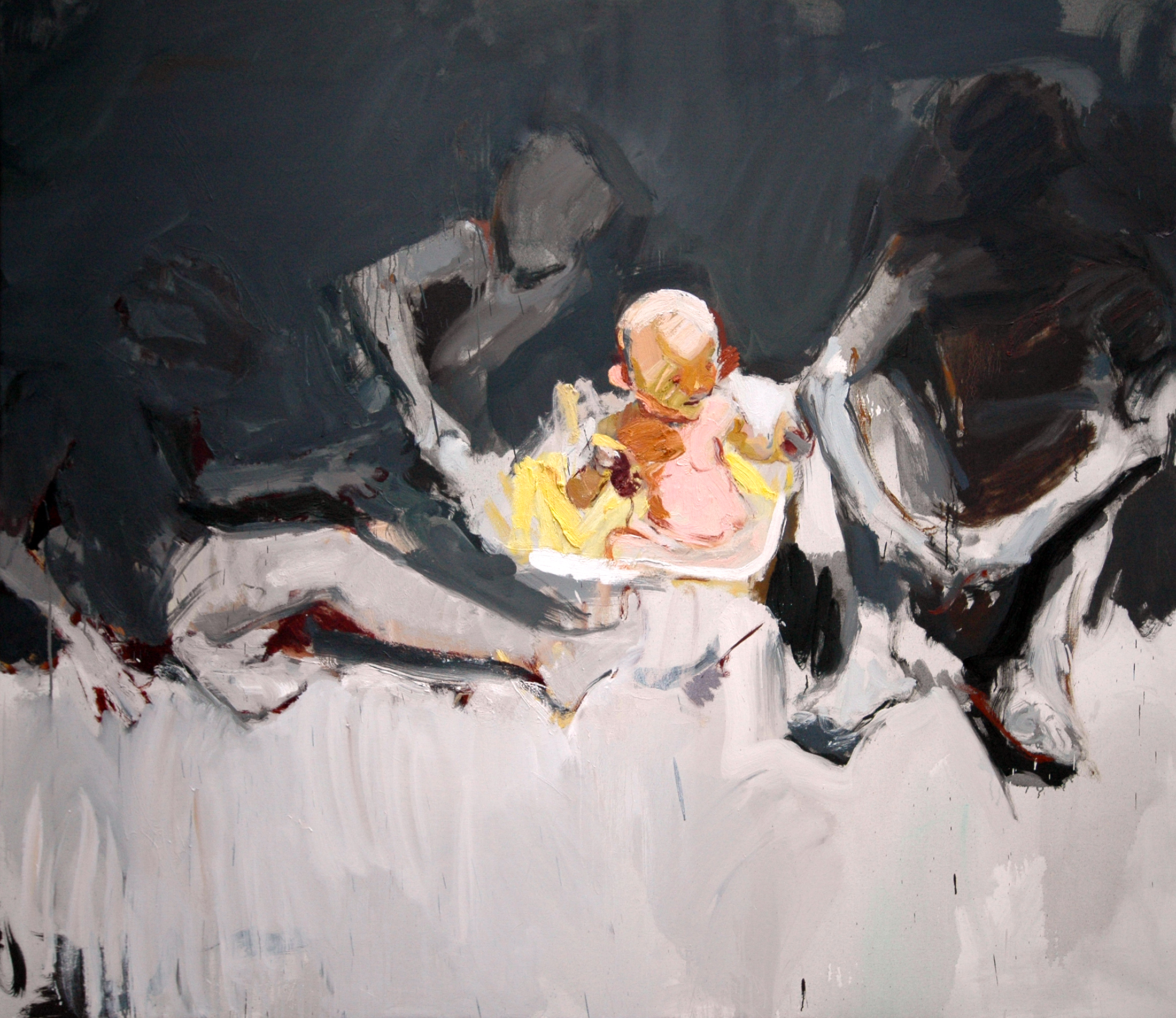
Семенский Владимир, Берег Семья, 2011, холст, масло 165 х 200 см

Искусствовед Александр Петровичев в вступительной статье к каталогу Владимира Семенского, описал творчество последнего следующим образом: «Язык живописи Семенского напоминает традиционный экспрессионизм, но внешне, формально. Экспрессионизм Семенского — экспрессионизм иного времени, наполнения и содержательного контекста. Его искусство обладает качеством зрелого мастера, свободного и предопределенного исключительно внутренней мотивацией, темой и настроением».

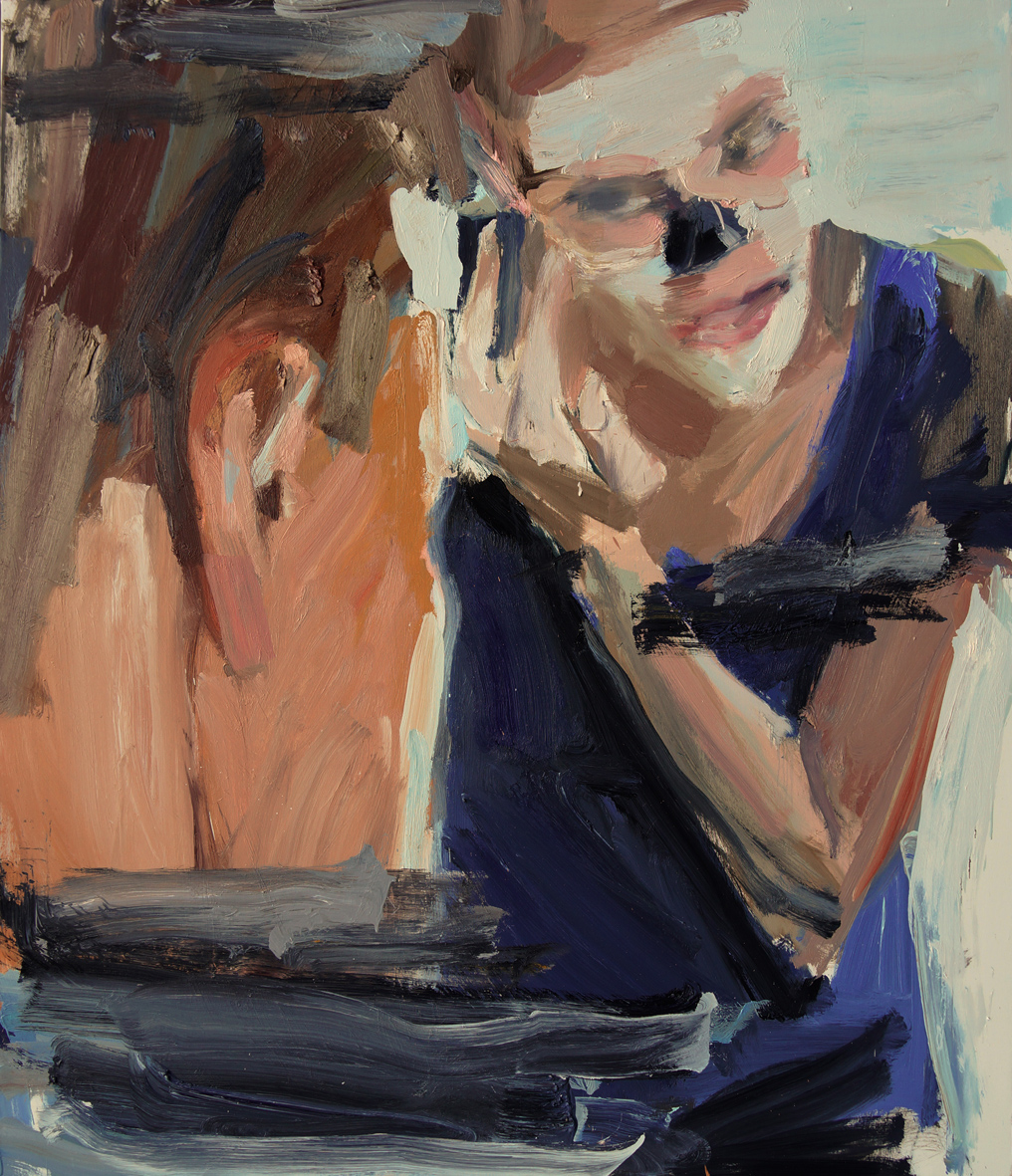
Семенский Владимир, Covered, 2016, холст, масло 170 x 150 cм

### Избранные персональные выставки
2016
Ансамбль спонтанных состояний, 11.12 GALLERY, ЦСИ Винзавод, Москва
2014
Терминал, Крокин галерея, Москва
Терминал, Севастопольский художественный музей им М. П. Крошицкого
2013
Оборудованные игровые ландшафты, Миронова Галерея, Киев, Украина
Оболочки, 11.12 GALLERY, ЦСИ Винзавод, Москва
2012
Берег. Крокин Галерея. Москва
Литораль 11.12 GALLERY, ЦСИ Винзавод, Москва
2011
Лабиринт, Метрополь Галерея. Москва
Личное пространство. Крокин Галерея. Москва
2010
Актуальность античного. Эрарта галерея современного искусства. Санкт-Петербург
Детский мир. Крокин Галерея. Москва

### Избранные коллективные выставки
2016
Актуальная Россия: среда обитания. Государственный музей современной истории России, Москва

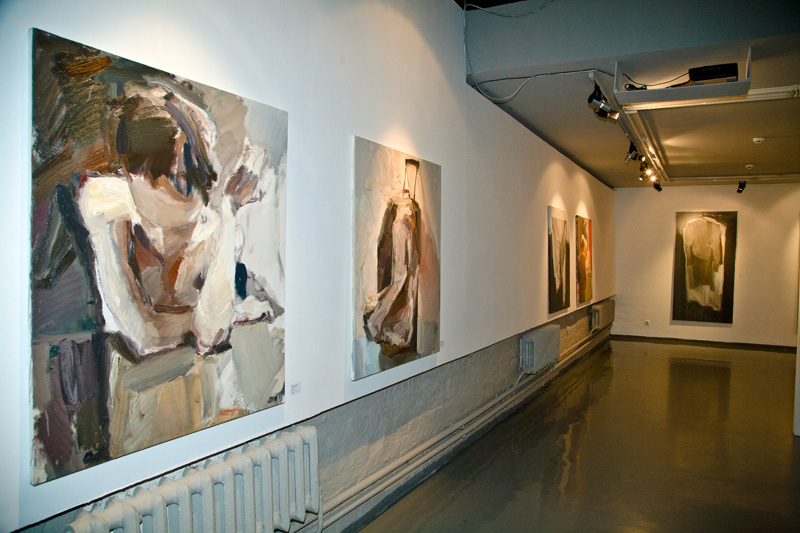
Владимир Семенский, проект «Оболочки», 11.12 Gallery 2013г

Собирайтесь в отпуск? В рамках проекта «Общество в зеркале автопортрета. Московская и петербургская школа живописи». Москва, Санкт-Петербург
Москва и москвичи в искусстве XX—XXI веков, Музей Москвы, Москва
2015
Portrait Now! Национальный исторический музей в замке Фредериксборг, Дания
NORD ART, Бюдерстдорф, Германия.
2013
MIXED MEDIA 2, 11.12 GALLERY, ЦСИ Винзавод Москва
2012
ТОЛЬКО ИСКУССТВО, Крокин Галерея. Москва
2011
IV Севастопольский международный фестиваль искусств «ВОЙНА И МИР»
MIXED MEDIA. 11.12 GALLERY, ЦСИ Винзавод, Москва
KИТЫ сезона © 7. Крокин Галерея. Москва
2010
КИТЫ сезона © 6. Крокин Галерея. Москва
2009
Международный фестиваль современного искусства «Антика и Авангард». Зеленая пирамида Севастополь, Украина

### Международные ярмарки
2016
ART MIAMI CONTEXT, Майами, США
ART CONTEXT NEW YORK, Нью Йорк, США
2015
ART MIAMI CONTEXT, Майами, США
ART MIAMI NEW YORK, Нью Йорк, США
2013
VIENNAFAIR. Вена, Австрия
2011
АРТ-МОСКВА, Москва
2010
COSMOSCOW, Москва
АРТ-МОСКВА, Москва

### Каталоги и публикации
- «Владимир Семенский, Живопись»[10] Альбом. Издательство TATLIN. — 2015
- «ЗАВЕДОМЫЙ ШЕДЕВР»[11], второе издание коллекции интервью художников Крокин Галереи. TATLIN. — 2015https://tatlin.ru/shop/zavedomyj_shedevr
- «ЗАВЕДОМЫЙ ШЕДЕВР», коллекция интервью художников Крокин Галереи. TATLIN. — 2013
- «Владимир Семенский. Новая живопись. От традиций школы к инновациям идеи», «Антикварное Обозрение», — 2010
- «Владимир Семенский. Актуальность Античного». Каталог. Эрарта Галерея современного искусства. — 2010
- «Владимир Семенский. Живопись», книга. серия НОВЕЙНАЯ ИСТОРИЯ ИСКУССТВА., Издательская группа Агей Томеш, — 2010